# Big Band Explosion
Big Band Explosion è un album in studio da solista della cantante tedesca Nina Hagen, pubblicato nel 2003.

## Tracce
1. Let Me Entertain You (Jules Styne, Stephen Sondheim) – 2:47
2. Sugar Blues (Clarence Williams, Lucy Fletcher) – 3:26
3. I Want to Be Happy (Irving Caesar, Vincent Youmans) – 2:35
4. The Lady Loves Me (Roy C. Bennett, Sid Tepper) – 4:14 – duetto con Lucas Alexander
5. Rhythm & Romance (George Whiting, J.C. Johnson, Nat Schwartz) – 3:06
6. Rainbow (E.Y. Harburg, Harold Arlen) – 4:28
7. If You Ever Should Leave (Sammy Cohen, Saul Chaplin) – 2:38
8. Fever (Eddy Cooley, John Davenport) – 4:52
9. Love & Kisses (Paul Francis Webster, Rudolf Friml) – 3:11
10. All Over Nothing @ All (Arthur Altman, Jack Lawrence) – 3:34
11. Let's Call the Whole Thing Off (George Gershwin, Ira Gershwin) 3:28 – duetto con Lucas Alexander
12. Starlit Hour (Mitchell Parish, Peter De Rose) – 4:17